# Alienware
Alienware é uma fabricante de computadores muito conhecida em uma parte da Europa, nos Estados Unidos e em uma parte da Ásia. É subsidiária da Dell Computer Corporation. A companhia, sediada em Miami, Flórida e fundada em 1996 pelo seu atual CEO, Nelson Gonzalez, e COO, Alex Aguila, possui filiais na Alemanha, Inglaterra, Austrália, Canadá entre outros países.
O nome da empresa vem da junção das palavras Alien (alienígena ou extraterrestre) e ware (mercadoria), ou seja, mercadoria alienígena, passando assim a ideia de que seus produtos são tão avançados tecnologicamente que parecem vir de outro planeta.

## AlienGUIse
Os computadores da Alienware vem com um conjunto de Stardock compatível com desktop themes pré-instalados chamado AlienGUIse Desktop Manager. Ele, é compatível com o Windows Vista e Windows 7 somente para computadores da empresa, mas pode ser baixado no website da Alien para a melhora do visual do Sistema Microsoft Windows XP.

## Produtos

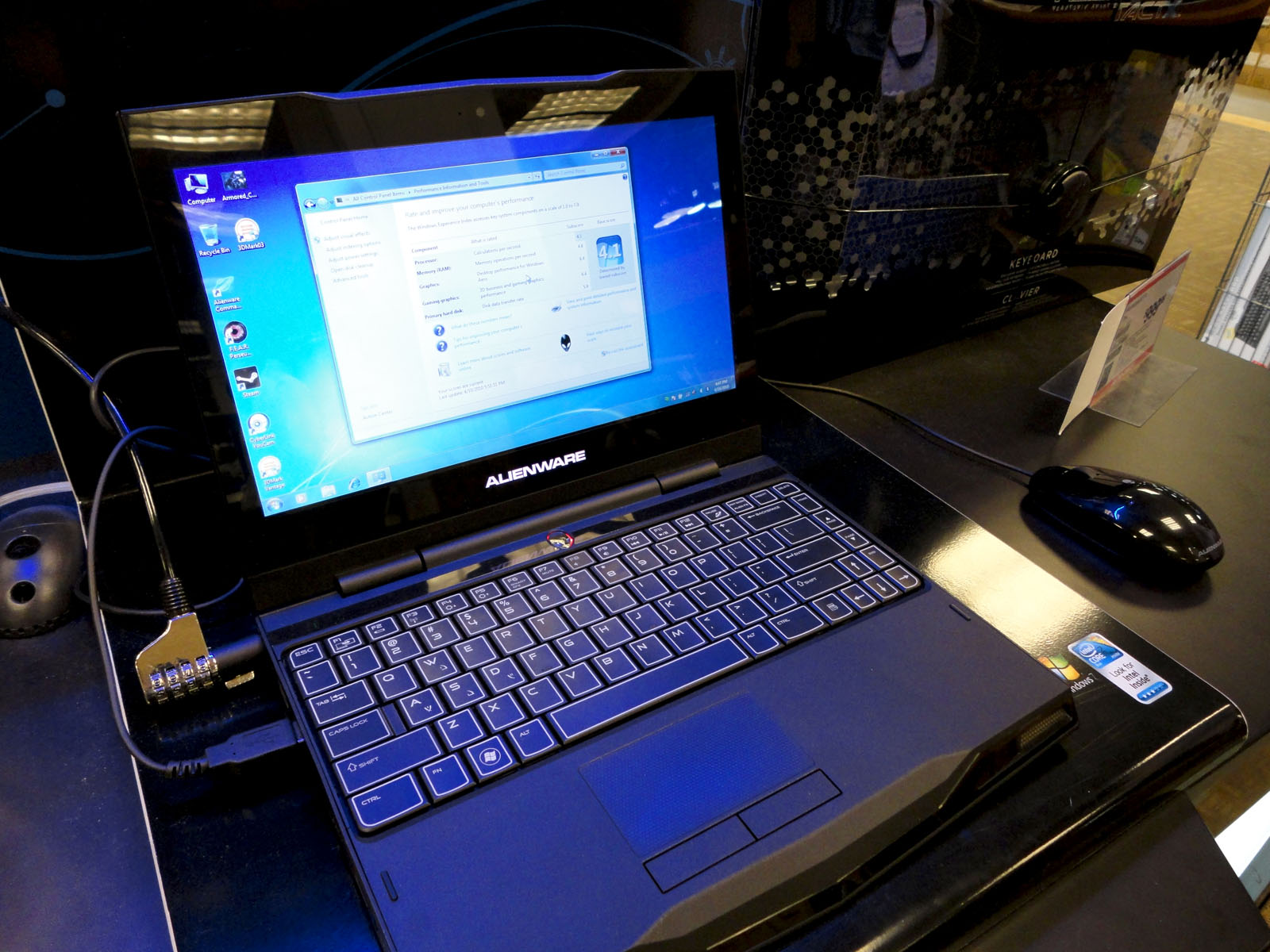
Laptop da Alienware.

Alienware fabrica computadores de mesa, notebooks, centros de mídia e sistema profissionais de alta performance. Sistemas da Alienware incluem hardware da Intel, AMD, Nvidia, Creative e muitos outros fabricantes de ponta.
A empresa produz ainda máquinas com configurações por encomenda, com processadores exclusivos, que usualmente utilizam over clock para obter maiores velocidades de processamento. São famosos ainda por seus altos preços e por ocasionar grande performance de sistemas operacionais com modificações feitas em hardwares.
A companhia americana foi uma das primeiras a implantar a tecnologia de resfriamento líquido de CPU e também a vender notebooks com o sistema SLI da Nvidia, o qual possibilita a utilização de duas placas de vídeo idênticas para se obter uma maior performance em aplicativos. Possui sistemas voltados para uso comercial, pessoal e especialmente para jogos, de onde obtém seu principal reconhecimento.

### Produtos atuais da empresa
Laptops:
- Alienware 13
- Alienware 15
- Alienware M16 R1
- Alienware M16 R2
- Alienware 17
- Alienware M18X R1
- Alienware M18X R2
- Alienware 18

Desktops:
- Alienware X51
- Alienware Area 51
- Alienware Aurora R15